# Gert Weber (Journalist)
Gert Weber (* 1. Juli 1927 in Freinsheim; † 6. Juli 2010 ebenda) war ein deutscher Schneidermeister und Karstadt-Abteilungsleiter, der durch journalistische Arbeit und ehrenamtliche Tätigkeiten zur Förderung der Literatur bekannt wurde. Einen Namen machte er sich vor allem durch den Aufbau der Freinsheimer Stadtbücherei sowie die Initiierung des Hermann-Sinsheimer-Preises und der Hermann-Sinsheimer-Plakette. Die 4. Ausgabe der Plakette wurde am 5. März 2006 ihm selbst für sein Lebenswerk zuerkannt.

## Familie
Weber war der Sohn von Kurt Weber und dessen Ehefrau Katharina geb. Seilheimer. Der Vater war in der vorderpfälzischen Gemeinde (seit 1979 Stadt) Freinsheim Obstkaufmann, die Mutter Hausfrau. Gert Weber war seit dem 31. Dezember 1953 mit Marianne Steitz aus der westpfälzischen Gemeinde Alsenbrück-Langmeil verheiratet, mit der er zwei Töchter hatte.

## Ausbildung und Beruf
Weber absolvierte die Volksschule in Freinsheim und die Handelsschule in Ludwigshafen am Rhein. Ein Jahr vor dem Ende des Zweiten Weltkriegs wurde er mit 17 Jahren zur Kriegsmarine eingezogen. 1945 kam er in dänische Kriegsgefangenschaft, aus der er im Spätjahr entlassen wurde. In Freinsheim machte er bei der Schneiderei Waßner eine Lehre, die er 1950 abschloss und durch einen Zuschneidekurs in München ergänzte. Anschließend legte er in Kaiserslautern die Meisterprüfung im Schneiderhandwerk ab.
Bis 1957 arbeitete Weber als Zuschneider bei der Schneiderei Keller in Eisenberg. Im Anschluss eröffnete er in Freinsheim eine Damen- und Herrenschneiderei, die er bis 1973 führte. In diesem Jahr wechselte er als Atelierleiter für Heimtextilien zu Karstadt in Neustadt an der Weinstraße. 1976 wurde ihm die Zuständigkeit für zwölf Karstadt-Filialen der Region als Abteilungsleiter für Heimtextilien und Änderungsschneiderei übertragen. 1992 ging er in den Ruhestand.

## Ehrenamtliche Betätigung
Im Elternhaus kam Weber früh mit Literatur in Berührung, weil der Vater bei der Büchergilde Gutenberg das Amt des Obmanns bekleidete. Um 1960 wurde Weber Korrespondent der Rheinpfalz, der größten regionalen Tageszeitung, in der er fast 40 Jahre lang über lokale Begebenheiten berichtete. An Volkshochschulen hielt er Vorträge und gab Kurse über Literatur und Literaten. Am 24. November 1973 eröffnete er mit einem Anfangsbestand von 90 Bänden die Stadtbücherei Freinsheim. Er leitete sie bis 2004 und baute in diesem Zeitraum den Bestand auf nahezu 10.000 Bücher aus.
Die Bekanntschaft mit Christobel Sinsheimer, der Witwe des von Freinsheim nach London emigrierten jüdischen Schriftstellers Hermann Sinsheimer, führte dazu, dass Weber sich intensiv mit dessen Werk beschäftigte und 1986 zusammen mit Rolf Paulus eine kommentierte Auswahl aus Sinsheimers Gesamtwerk herausgab, die inzwischen als Standardwerk über Sinsheimer gilt. Schon 1983 hatte er erreicht, dass die Stadt Freinsheim den Hermann-Sinsheimer-Preis ausschrieb, der seither in den ungeraden Jahren vergeben wird. Im Jahre 2000 lobte die Stadt für die geraden Jahre die Hermann-Sinsheimer-Plakette aus.

## Werke
- Gert Weber, Rolf Paulus (Hrsg.): Schriftsteller und Theaterkritiker zwischen Heimat und Exil – Sinsheimer, Hermann. Auswahl aus dem Gesamtwerk. Pfälzische Verlagsanstalt, Landau (Pfalz) 1986, ISBN 3-87629-099-6.
  - darin u. a. Gert Weber: Hermann Sinsheimer – Deutscher und Jude. S. 151–169.

## Ehrungen
- 1999: Ehrennadel der Verbandsgemeinde Freinsheim
- 2001: Stadtmauerring der Stiftung Freinsheim (höchste Auszeichnung der Stadt)
- 2005: Das Steinerne Buch, Denkmal von Kurt Hertz vor der Stadtbücherei Freinsheim, heller Sandstein, Inschriften

(links) „Die Stadtbücherei wurde 1973 von Gert Weber gegründet und geleitet bis 2004“
(rechts) „Bücher sind das Gedächtnis der Menschheit“
- 2006: Hermann-Sinsheimer-Plakette als Anerkennung für sein Lebenswerk